# Seleção Turca de Basquetebol
A Seleção Turca de Basquetebol é a equipe que representa a Turquia em competições internacionais de Basquetebol masculino. É mantida pela Federação Turca de Basquetebol (turco: Türkiye Basketbol Federasyonu) a qual é filiada à Federação Internacional de Basquetebol desde 1936.
Suas atuais e mais importantes conquistas são as Medalhas de Prata no Campeonato Mundial de 2010 e no EuroBasket de 2001 ambos disputados na Turquia.

## Equipe Atual
| Seleção Turca - Torneio de qualificação olímpica masculina de 2020 da FIBA | Seleção Turca - Torneio de qualificação olímpica masculina de 2020 da FIBA | Seleção Turca - Torneio de qualificação olímpica masculina de 2020 da FIBA | Seleção Turca - Torneio de qualificação olímpica masculina de 2020 da FIBA | Seleção Turca - Torneio de qualificação olímpica masculina de 2020 da FIBA | Seleção Turca - Torneio de qualificação olímpica masculina de 2020 da FIBA |
| #                                                                          | Pos.                                                                       | Nome                                                                       | Altura                                                                     | Nasc.                                                                      | Clube                                                                      |
| -------------------------------------------------------------------------- | -------------------------------------------------------------------------- | -------------------------------------------------------------------------- | -------------------------------------------------------------------------- | -------------------------------------------------------------------------- | -------------------------------------------------------------------------- |
| 0                                                                          | AR                                                                         | Shane Larkin                                                               | 1,82m                                                                      | 02/10/1992                                                                 | Anadolu Efes                                                               |
| 1                                                                          | A                                                                          | Metecan Birsen                                                             | 2,05m                                                                      | 06/04/1995                                                                 | Fenerbahçe                                                                 |
| 2                                                                          | AA                                                                         | Şehmus Hazer                                                               | 1,91m                                                                      | 15/05/1999                                                                 | Fenerbahçe                                                                 |
| 6                                                                          | A                                                                          | Cedi Osman                                                                 | 2,01m                                                                      | 08/04/1995                                                                 | Cleveland Cavaliers                                                        |
| 8                                                                          | A                                                                          | Ersan Ilyasova                                                             | 2,05m                                                                      | 15/05/1987                                                                 | Utah Jazz                                                                  |
| 10                                                                         | AA                                                                         | Melih Mahmutoğlu                                                           | 1,91m                                                                      | 15/05/1990                                                                 | Fenerbahçe                                                                 |
| 17                                                                         | AR                                                                         | Berk Uğurlu                                                                | 1,91m                                                                      | 27/04/1996                                                                 | Tofaş                                                                      |
| 18                                                                         | AR                                                                         | Doğuş Özdemiroğlu                                                          | 1,91m                                                                      | 17/04/1996                                                                 | Darüşşafaka                                                                |
| 19                                                                         | AR                                                                         | Buğrahan Tuncer                                                            | 1,94m                                                                      | 23/03/1993                                                                 | Anadolu Efes                                                               |
| 21                                                                         | P                                                                          | Sertaç Şanlı                                                               | 2,14m                                                                      | 05/08/1991                                                                 | Barcelona                                                                  |
| 22                                                                         | A                                                                          | Furkan Korkmaz                                                             | 2,01m                                                                      | 24/07/1997                                                                 | Philadelphia 76ers                                                         |
| 23                                                                         | P                                                                          | Alperen Şengün                                                             | 2,06m                                                                      | 25/07/2002                                                                 | Houston Rockets                                                            |
| 28                                                                         | AP                                                                         | Sadık Emir Kabaca                                                          | 2,08m                                                                      | 13/12/2000                                                                 | Galatasary                                                                 |
| 77                                                                         | P                                                                          | Ömer Yurtseven                                                             | 2,10m                                                                      | 19/07/1998                                                                 | Miami Heat                                                                 |
|                                                                            |                                                                            |                                                                            |                                                                            | Técnico:                                                                   | Orhun Ene                                                                  |